# 貝開文
貝開文，英文全名為Harold Armstrong Baker （1881年—1971年），他以 H.A. Baker知名。他曾是一位美國作家，與基督教五旬節教派傳教士。他在1911至1919年間至西藏，1919至1950年間至中國傳教。他在1955年間被迫離開中國大陸，轉至台灣繼續傳教，直至1971年去世。
他與他的妻子兼同事約瑟芬（Josephine）曾在雲南創辦亞杜蘭差會（Adullam Rescue Mission），專門收容6至18歲，無家可歸在街頭流浪的兒童，大多數是男孩。貝開文在他之後撰寫的《天外異象》《Visions Beyond the Veil》一書中，記述了他在當地的見聞與經歷，他聲稱他在幫助這些孩子的過程中看見了天堂。
貝開文的兒子是貝克臨牧師，曾是台灣第一所神學院台光聖經書院的院長；他的孫子貝勞倫（Rolland Baker）與貝海蒂（Heidi Baker）博士也是傳教士，他們是慈善機構Iris Global的創辦人，於莫桑比克服務。 